# Référé en procédure civile française
Un référé est une procédure permettant de demander à une juridiction civile ou commerciale qu'elle ordonne des mesures provisoires mais rapides tendant à préserver les droits du demandeur.
Les référés en matière civile ou commerciale sont détaillés du code de procédure civile, et le code du travail pour les référés prud'homaux.

## Contexte

### Urgence à agir ou à conserver
- Mesures urgentes qui ne se heurtent à aucune contestation sérieuse ou que justifie l'existence d'un différend[1] ;

- Mesures conservatoires ou de remise en état qui s'imposent, même s'il existe une contestation sérieuse[2] ;

- Référé probatoire, qui vise en dehors de tout procès à la prise de mesure ou à l'obtention de pièces dont pourraient dépendre l'issue d'un éventuel litige ultérieur[3].

### Mesures provisoires
On a coutume de dire que le juge des référés est le juge de l'évident et de l'incontestable, il permet d'obtenir rapidement une décision qui n'a toutefois pas la valeur d'une décision au fond : ce qui veut dire qu'une ordonnance de référé est susceptible d'être remise en cause à l'issue d'une procédure au fond, procédure plus longue au cours de laquelle les pièces et arguments seront étudiés de façon plus approfondie et où pourront être débattues des questions de droit plus pointues.
La décision rendue est une « ordonnance », susceptible d'appel.
De même, en cas de changements importants ou de faits nouveaux intervenus depuis la dernière ordonnance, il est possible de faire un nouveau référé en vue de modifier l'ordonnance précédente.

## Juridictions
Cette procédure est applicable devant les divers tribunaux de l'ordre judiciaire (Tribunal judiciaire, tribunal de commerce, conseil de prud'hommes, tribunal paritaire des baux ruraux).
L'appel des ordonnances rendues par le juge des référés est de la compétence de la cour d'appel.

### Tribunal judiciaire
3 types de référés peuvent être appelés :
- le référé selon l'article 145 du code de procédure civile qui consiste généralement en la demande d'une désignation d'expert ;

- le référé selon l'article 834 du code de procédure civile, pour des cas d'urgence qui ne font face à aucune contestation sérieuse ;

- le référé selon l'article 835 du code de procédure civile pour des mesures conservatoires en vue de prévenir un dommage imminent ou de faire cesser un trouble manifestement illicite.

## Modalités
Il n'est pas nécessaire de faire appel à un avocat pour être défendu.
La procédure de référé est introduite au moyen d'une assignation signifiée par voie de commissaire de justice.